# Tetraodon palembangensis
Tetraodon palembangensis és una espècie de peix de la família dels tetraodòntids i de l'ordre dels tetraodontiformes.

## Morfologia
- Els mascles poden assolir 19,4 cm de longitud total.[1][2]

## Hàbitat
És un peix d'aigua dolça, de clima tropical i demersal.

## Distribució geogràfica
Es troba a Àsia: Laos, Tailàndia, Malàisia i Indonèsia.

## Observacions
És inofensiu per als humans.